# Aloencyrtus
Aloencyrtus is een geslacht van vliesvleugeligen uit de familie Encyrtidae. De wetenschappelijke naam van dit geslacht is voor het eerst geldig gepubliceerd in 1978 door Prinsloo.

## Soorten
Het geslacht Aloencyrtus omvat de volgende soorten:
- Aloencyrtus alox Prinsloo, 2010
- Aloencyrtus angustifrons (Annecke, 1964)
- Aloencyrtus claripennis (Compere, 1938)
- Aloencyrtus coelops (Waterston, 1917)
- Aloencyrtus delottoi (Annecke, 1964)
- Aloencyrtus diaphorocerus (Masi, 1917)
- Aloencyrtus distinguendus (Waterston, 1917)
- Aloencyrtus facetus (Annecke, 1964)
- Aloencyrtus habrus Prinsloo, 2010
- Aloencyrtus hardii Prinsloo, 2010
- Aloencyrtus indicus Singh & Prasad, 1996
- Aloencyrtus johani Prinsloo, 2010
- Aloencyrtus lindae Prinsloo, 2010
- Aloencyrtus nativus (Annecke, 1964)
- Aloencyrtus obscuratus (Waterston, 1917)
- Aloencyrtus saissetiae (Compere, 1939)
- Aloencyrtus ugandensis (Compere, 1937)
- Aloencyrtus umbrinus (Compere, 1939)
- Aloencyrtus utilis (Annecke, 1964)
- Aloencyrtus vivo Prinsloo, 2010